# Albertosaurus
 Albertosaurus  („Alberta-Echse“, abgeleitet vom Fundort Alberta und σαῦρος/sauros) ist eine Gattung theropoder Dinosaurier aus der Familie der Tyrannosauridae, die vor ca. 72 bis 69 Millionen Jahren in der oberen Kreide im Gebiet der heutigen kanadischen Provinz Alberta lebte.
Meistens wird die Gattung als monotypisch betrachtet, mit dem Typus Albertosaurus sarcophagus als einziger Art. Zusammen mit dem nahe verwandten Gorgosaurus bildet Albertosaurus die Unterfamilie Albertosaurinae. Einige Paläontologen betrachten Gorgosaurus libratus als kongenerisch mit Albertosaurus sarcophagus. Damit würde die Gattung Albertosaurus zwei Arten enthalten und die räumliche Verbreitung sowie die zeitliche Spanne ihres Auftretens wäre wesentlich größer.
Wie alle Tyrannosauriden war auch Albertosaurus ein bipeder Fleischfresser mit sehr kleinen, zweifingrigen Armen und einem großen Kopf mit dutzenden großen, scharfen Zähnen. Sämtliche Fossilien von Albertosaurus sarcophagus stammen aus der Horseshoe-Canyon-Formation; in dem aus dieser Gesteinseinheit überlieferten Ökosystem stand Albertosaurus als ein Spitzenprädator an der Spitze der Nahrungskette.
Bisher wurden die Fossilien von mehr als 30 Individuen gefunden, wodurch die Gattung besser erforscht ist als die meisten anderen Tyrannosauriden. Die Entdeckung von 22 Individuen in einer einzigen Fundstelle gibt Hinweise auf ein mögliches Rudelleben und erlaubt Studien über die Entwicklungsbiologie und die Populationsbiologie – derartige Rückschlüsse sind bei weniger gut bekannten Dinosauriern kaum möglich.

## Merkmale

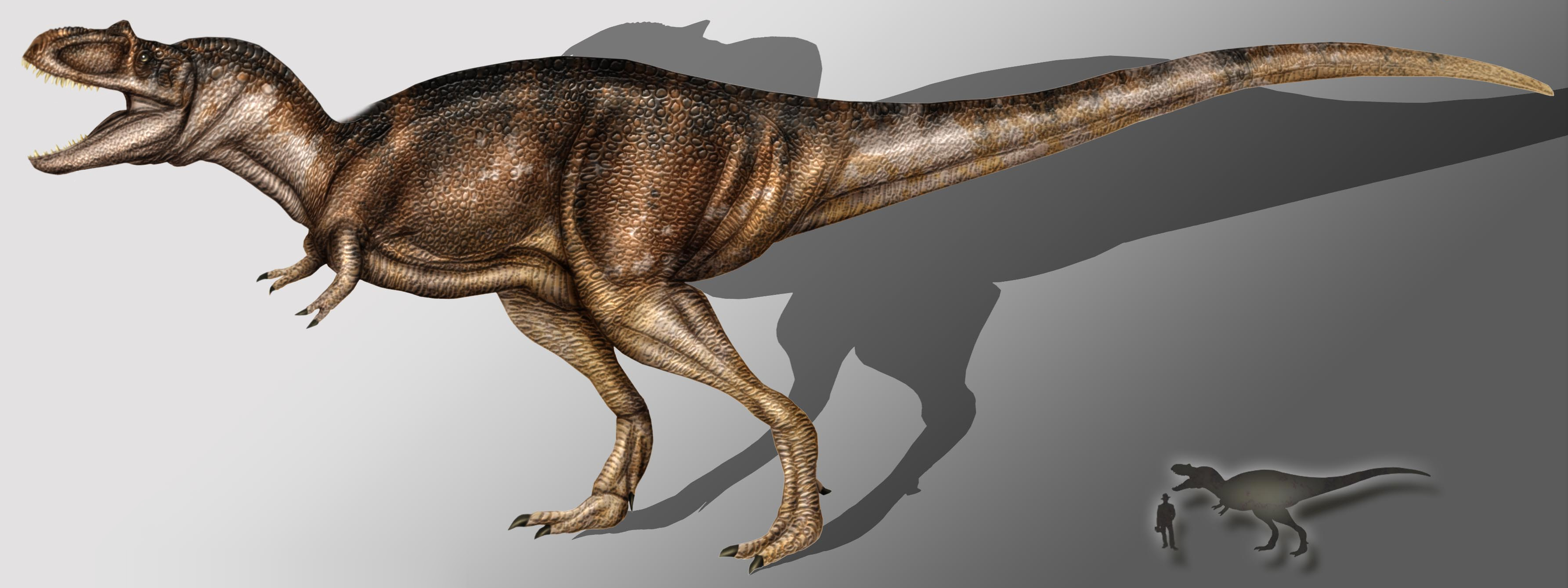
Lebendrekonstruktion von Albertosaurus sarcophagus

Albertosaurus war kleiner als die gigantischen Tyrannosauriden Tarbosaurus und Tyrannosaurus, aber etwa so groß wie Daspletosaurus und Gorgosaurus. Adulte Tiere waren in der Regel bis zu neun Meter lang, einige Fossilien lassen jedoch den Schluss zu, dass manche Exemplare über 10 Meter Länge erreicht haben könnten. Verschiedene unabhängige Gewichtsschätzungen, die auf unterschiedlichen Methoden beruhen, geben ein Gewicht zwischen 1,3 und 1,7 Tonnen an.

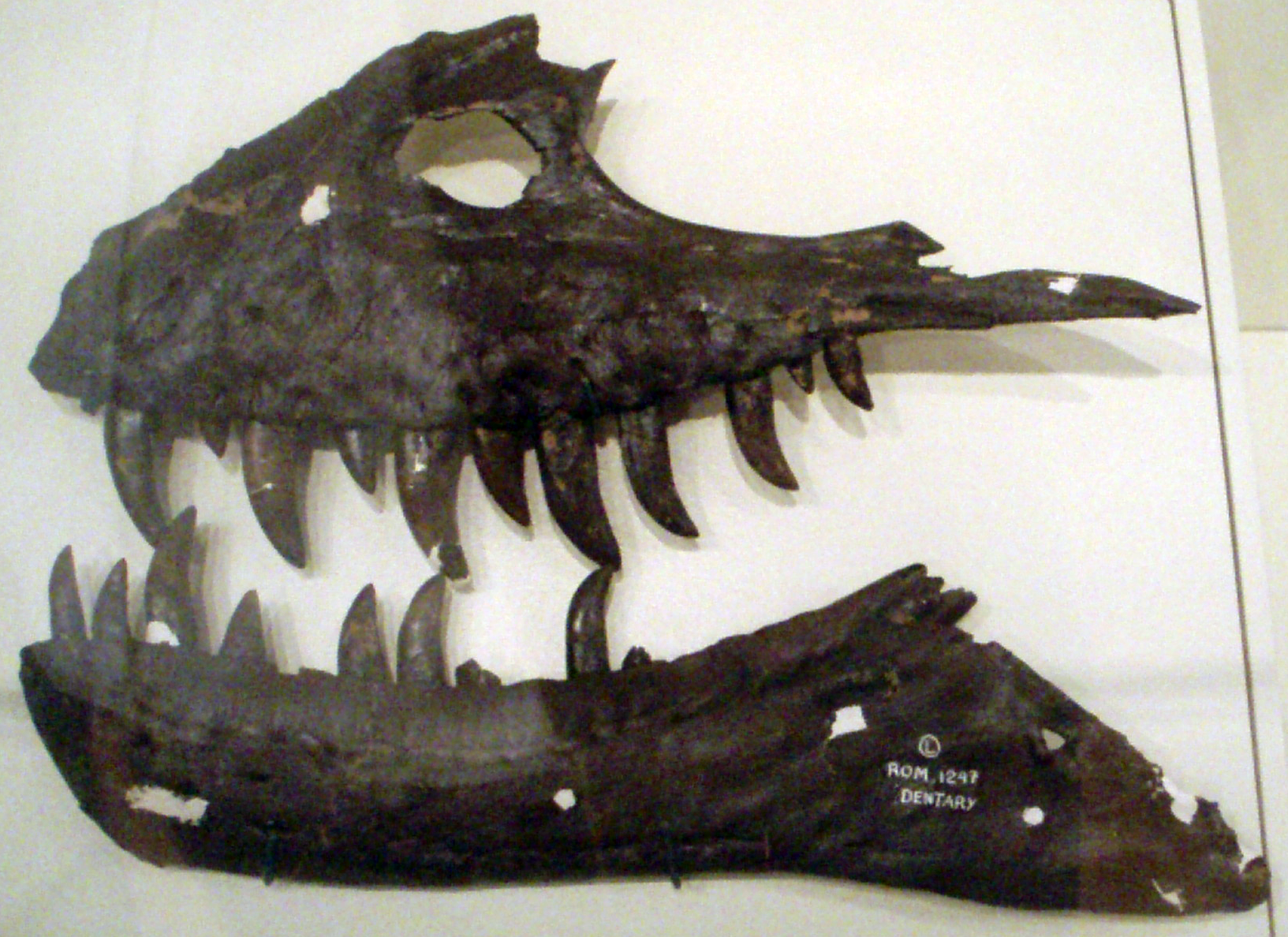
Unvollständige Kiefer von Albertosaurus im Royal Ontario Museum

Der massive Schädel saß wie bei allen Tyrannosauriden auf einem kurzen, „S“-förmig gebogenen Hals und war bei den größten Individuen etwa einen Meter lang. Die langen Kiefer beherbergten mehr als 60 bananenförmige Zähne, mehr als bei größeren Vertretern der gleichen Familie. Anders als bei anderen Theropoden waren die Zähne der Tyrannosauridae heterodont, sie waren also je nach Position im Gebiss unterschiedlich aufgebaut. Bei Albertosaurus waren die Zähne des Zwischenkieferbeins (Prämaxillare) im vorderen Bereich des Oberkiefers wesentlich kleiner als die restlichen Zähne, standen dichter beisammen und waren im Querschnitt „D“-förmig. Über den Augen saßen kurze knöcherne Kämme, die eventuell zur Brautwerbung leuchtend bunt gefärbt waren.

## Systematik
Albertosaurus ist Mitglied der Familie Tyrannosauridae und der Unterfamilie Albertosaurinae. Sein engster Verwandter ist der geologisch etwas ältere Gorgosaurus libratus, der manchmal auch als Albertosaurus libratus dem Albertosaurus zugeschrieben wird (siehe unten). Diese beiden Spezies sind die einzigen beschriebenen Albertosaurinen, obwohl eventuell weitere noch unbeschriebene Spezies existieren. Thomas Holtz (2004) hielt Appalachiosaurus für einen Albertosaurinen, in einer späteren Veröffentlichung platziert er die Gattung jedoch knapp außerhalb der Tyrannosauridae, was bei anderen Autoren auf Zustimmung stieß.
Die andere große Unterfamilie der Tyrannosauridae ist die Tyrannosaurinae, die Daspletosaurus, Tarbosaurus und Tyrannosaurus mit einschließt. Im Vergleich mit den robusten Tyrannosaurinen hatten Albertosaurinen einen schlankeren Bau mit proportional kleineren Schädeln und längeren Unterschenkel-, Fuß- und Zehenknochen.

## Entdeckungsgeschichte und Benennung
Albertosaurus wurde von Henry Fairfield Osborn in einer sehr kurzen Notiz am Ende seiner Beschreibung des Tyrannosaurus rex im Jahr 1905 benannt. Der Gattungsname („Alberta-Echse“) ehrt Alberta, während das Artepitheth sarcophagus „Fleischfresser“ bedeutet und dieselbe Etymologie wie der gleichnamige Sarkophag hat; eine Kombination aus den altgriechischen Wörtern σάρξ/sarx („Fleisch“) und φαγεῖν/phagein („essen“). Heute sind über 30 Funde der Wissenschaft bekannt, die alle Altersstufen abdecken.

### Frühe Entdeckungen

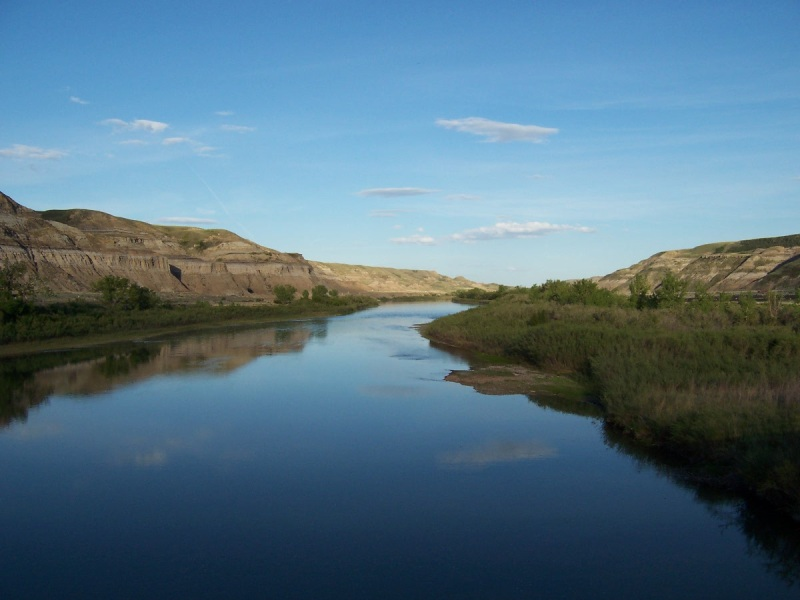
Der Red Deer River nahe Drumheller, Alberta. Fast drei Viertel aller Albertosaurus-Überreste wurden entlang dieses Flusses entdeckt.

Das Typmaterial ist ein teilweiser Schädel, der im Jahr 1884 in einem Aufschluss der Horseshoe-Canyon-Formation entlang des Red Deer Rivers in Alberta entdeckt wurde. Diesen sowie einen weiteren Fund, einen kleineren Schädel mit einigen weiteren Knochen des Skeletts, entdeckten Expeditionen der Geological Survey of Canada, die der berühmte Geologe Joseph Tyrrell leitete. Edward Drinker Cope schrieb die beiden Schädel im Jahr 1892 der bereits existierenden Spezies Laelaps incrassatus zu, obwohl der Name Laelaps bereits an eine Milbe vergeben war und deswegen geändert werden musste (Prioritätsregel). So nannte Othniel Charles Marsh Laelaps im Jahr 1877 in Dryptosaurus um; Cope jedoch erkannte diesen neuen, von seinem Erzrivalen vergebenen Namen nicht an. Lawrence Lambe schrieb Laelaps incrassatus dem Dryptosaurus incrassatus zu, als er die Funde im Jahr 1904 detailliert beschrieb. Wenig später bemerkte Osborn, dass der Typ von Dryptosaurus incrassatus auf einem typischen, nicht weiter zuzuordnenden Tyrannosauriden-Zahn basierte, weshalb er beide Schädel aus Alberta nicht zuverlässig dieser Gattung zuschreiben konnte. Die Schädel unterscheiden sich zudem beträchtlich von den Überresten von Dryptosaurus aquilunguis, der Typusart von Dryptosaurus, weswegen Osborn den neuen Namen Albertosaurus sarcophagus im Jahr 1905 aufstellte. Er beschrieb die Überreste nur grob und verwies auf die vollständige Beschreibung von Lambe aus dem Vorjahr. Beide Funde (CMN 5600 und 5601) befinden sich heute im Canadian Museum of Nature in Ottawa.

### Dry-Island-Bonebed
Im Jahr 1910 entdeckte der berühmte Paläontologe Barnum Brown ein Bonebed (Knochenlager) in einem Steinbruch entlang des Red Deer Rivers, das die Überreste einer großen Gruppe von Albertosaurus beherbergte. Wegen der großen Anzahl der Knochen und der wenigen Zeit, die Browns Team zur Verfügung stand, sammelten sie nicht jeden Knochen, sondern versuchten lediglich von jedem identifizierbaren Individuum mindestens einen Knochen zu bergen. Unter diesen, sich heute im American Museum of Natural History in New York befindenden Knochen sind sieben Sätze rechter Mittelfußknochen (Metatarsalia) sowie zwei isolierte Zehenknochen, die von der Größe her zu keinem der Mittelfußknochen passen. Dies lässt auf die Anwesenheit von mindestens neun Individuen schließen. Das Royal Tyrrell Museum of Palaeontology entdeckte das Knochenlager im Jahr 1997 wieder und setzte die Feldarbeit in diesem Fundort fort, der sich nun innerhalb des Dry Island Buffalo Jump-Provinzparks befindet. Ausgrabungen von den Jahren 1997 bis 2005 legten die Überreste von 13 weiteren Individuen aus verschiedenen Altersstufen frei, einschließlich eines winzigen, zwei Jahre alten Tieres und eines sehr alten, schätzungsweise über zehn Meter langen Tieres. Keines dieser Individuen ist von kompletten Skeletten bekannt, die meisten sind durch Überreste in beiden Museen vertreten.

### Gorgosaurus libratus
Im Jahr 1913 entdeckte der Paläontologe Charles Hazelius Sternberg einen weiteren Tyrannosauriden aus der etwas älteren Dinosaurier-Park-Formation in Alberta. Lawrence Lambe benannte diesen Dinosaurier im Jahr 1914 als Gorgosaurus libratus. Weitere Funde wurden später in Alberta und Montana entdeckt. Dale Russell untersuchte die beiden Gattungen in einer Veröffentlichung im Jahr 1970, fand jedoch nur wenige Unterschiede und beschrieb Gorgosaurus als ein juveniles Synonym mit Albertosaurus neu. Da Albertosaurus der zuerst vergebene Name war (Prioritätsregel), benannte Russell Gorgosaurus libratus in Albertosaurus libratus um. Diese neue Art erweitert das zeitliche Vorkommen von Albertosaurus um mehrere Millionen Jahre nach hinten und das räumliche Vorkommen um hunderte von Kilometern südwärts.
In einer im Jahr 2003 veröffentlichten Studie verglich Philip Currie verschiedene Tyrannosauriden-Schädel und kam zu dem Schluss, dass beide Spezies unterschiedlicher sind als bisher angenommen. Die Entscheidung, eine oder zwei Gattungen zu führen, sei ziemlich willkürlich, da beide Spezies Schwestertaxa sind und somit enger miteinander verwandt sind als mit jeder anderen Spezies. Trotzdem empfiehlt Currie, Albertosaurus und Gorgosaurus als getrennte Gattungen zu betrachten, da sie sich nicht ähnlicher seien als Daspletosaurus und Tyrannosaurus, welche fast immer getrennt werden. Verschiedene Funde von Albertosaurinen wurden aus Alaska und New Mexico entdeckt, und Currie merkt an, dass die Albertosaurus-Gorgosaurus-Situation vielleicht geklärt werden kann, wenn diese Funde vollständig beschrieben sind. Die meisten Autoren folgen Curries Empfehlung, einige aber nicht.

### Weitere Entdeckungen
William Parks beschrieb im Jahr 1928 eine neue Art, Albertosaurus arctunguis, basierend auf einem Teilskelett, das nahe dem Red Deer River ausgegraben wurde – seit 1970 wird diese Art jedoch für identisch mit Albertosaurus sarcophagus gehalten. Parks’ Fund (ROM 807) befindet sich heute im Royal Ontario Museum in Toronto. Sechs weitere Schädel und Skelette wurden seither in Alberta entdeckt und sind in verschiedenen kanadischen Museen ausgestellt. Darüber hinaus wurden auch Funde aus Montana, New Mexico und Wyoming gemeldet – diese Fossilien gehören aber vielleicht nicht zu Albertosaurus sarcophagus und vielleicht nicht einmal zur Gattung Albertosaurus.
Albertosaurus megagracilis basiert auf einem kleinen Tyrannosauriden-Skelett aus der Hell-Creek-Formation von Montana. Zwar wurde der Fund im Jahr 1995 in Dinotyrannus umbenannt; heute geht man aber davon aus, dass es sich um einen juvenilen Tyrannosaurus rex handelt.

## Paläobiologie

### Entwicklungs- und Populationsbiologie

Ein Graph, der die vermutlichen Wachstumskurven (Körpermasse gegen Alter) für vier Tyrannosauriden zeigt. Albertosaurus wird in rot gezeigt. Nach Erickson u. a., 2004.

Forscher um Gregory Erickson haben mithilfe der Knochenhistologie das Lebensalter verschiedener Individuen festgestellt und Wachstumskurven ermittelt, indem sie das Lebensalter eines Individuums mit seiner Größe in Bezug setzten. Das jüngste Tier, das ermittelt werden konnte, war ein zwei Jahre altes Jungtier aus dem Dry-Island-Bonebed, das ungefähr 50 Kilogramm wog und etwas über zwei Meter lang war. Das zehn Meter große Individuum aus dem gleichen Steinbruch ist das älteste und größte bekannte Tier – Erickson gibt ein Alter von 28 Jahren an. Stellt man Alter und Größe gegenüber, zeigt sich das gleiche Muster wie bei anderen Tyrannosauriden: Die Tiere durchlebten in der Mitte ihres Lebens eine vier Jahre währende, rasante Wachstumsperiode, die sich an eine lange Zeit als Jungtier anschließt. Albertosaurus wuchs während dieser Wachstumsperiode um 122 Kilogramm pro Jahr, wenn man von einem Erwachsenengewicht von 1,3 Tonnen ausgeht. Damit ähnelt Albertosaurus anderen, etwa gleich großen Tyrannosauriden, obwohl der wesentlich größere Tyrannosaurus rex zu diesem Zeitpunkt mit 601 Kilogramm pro Jahr fast fünfmal schneller wuchs. Wie andere Tyrannosauriden erreichte auch Albertosaurus am Ende der Wachstumsphase seine Geschlechtsreife, obwohl sich das Wachstum – wenn auch langsamer – weiter fortsetzte.

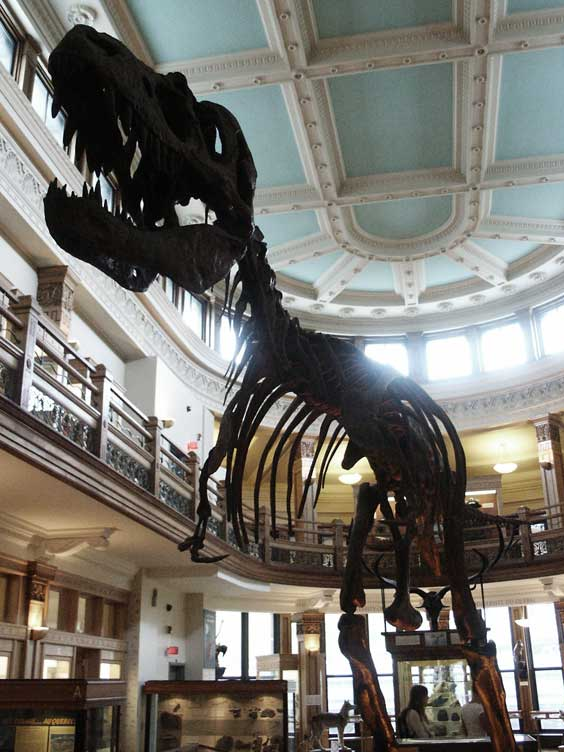
Albertosaurus-Skelett im Redpath-Museum, Montreal

Die meisten bekannten Albertosaurus-Individuen waren zum Todeszeitpunkt 14 Jahre oder älter. Juvenile Tiere werden generell selten gefunden, da die kleineren Knochen junger Tiere seltener fossilieren als die größeren Knochen erwachsener Tiere; außerdem sind kleinere Fossilien von Sammlern schwieriger zu finden. Juvenile Albertosaurus sind im Vergleich mit Jungtieren anderer Tiere relativ groß, aber ihre Überreste sind dennoch selten im Vergleich mit erwachsenen Tieren. Einige Forscher vermuten die Ursache darin, dass die Sterberate bei juvenilen Albertosaurus generell kleiner gewesen sein könnte.
Eine Hypothese vermutet, dass unter sehr jungen Albertosaurus zwar eine hohe Mortalität herrschte, sie aber aufgrund ihrer kleinen Größe und ihres fragilen Knochenbaus nicht als Fossilien überliefert sind. Nach zwei Jahren waren juvenile Albertosaurus größer als jedes andere Raubtier der Region, abgesehen von adulten Albertosaurus. Dies, so die Hypothese, resultiert in einer sehr niedrigen Sterberate, wie es auch die Fossilüberlieferung zeigt. Die Sterberate verdoppelte sich mit einem Alter von 12 Jahren, vielleicht aufgrund der physiologischen Anforderungen in der rapiden Wachstumsphase. Mit der Geschlechtsreife mit 14 oder 16 Jahren verdoppelte sich die Sterberate ein weiteres Mal. Diese erhöhte Sterberate setzte sich während des Erwachsenenseins fort, vielleicht aufgrund starker physiologischer Inanspruchnahme, Stress und Verletzungen durch Konkurrenzkämpfe mit Artgenossen um Weibchen oder Ressourcen, und vielleicht auch aufgrund der steigenden Auswirkungen des Alterns. Die höhere Sterberate von adulten Tieren könnte also ihr häufigeres Auftreten in der Fossilüberlieferung erklären. Sehr große Individuen sind selten, da nur wenige lange genug überlebten, um derartige Größen zu erreichen. Hohe Sterberaten bei sehr jungen Tieren, gefolgt von einer reduzierten Sterblichkeit unter älteren Jungtieren und einem plötzlichen Anstieg der Sterblichkeit nach der Geschlechtsreife, wobei nur sehr wenige Individuen die maximale Größe erreichen – dieses Muster zeigt sich auch bei vielen rezenten Großtieren, einschließlich Elefanten, Bisons und Nashörnern sowie bei anderen Tyrannosauriden. Trotzdem könnten Mängel in der Fossilüberlieferung dieses Bild deutlich beeinflusst haben, da mehr als zwei Drittel aller Albertosaurus-Funde aus nur einem Fundort stammt.

### Rudelverhalten

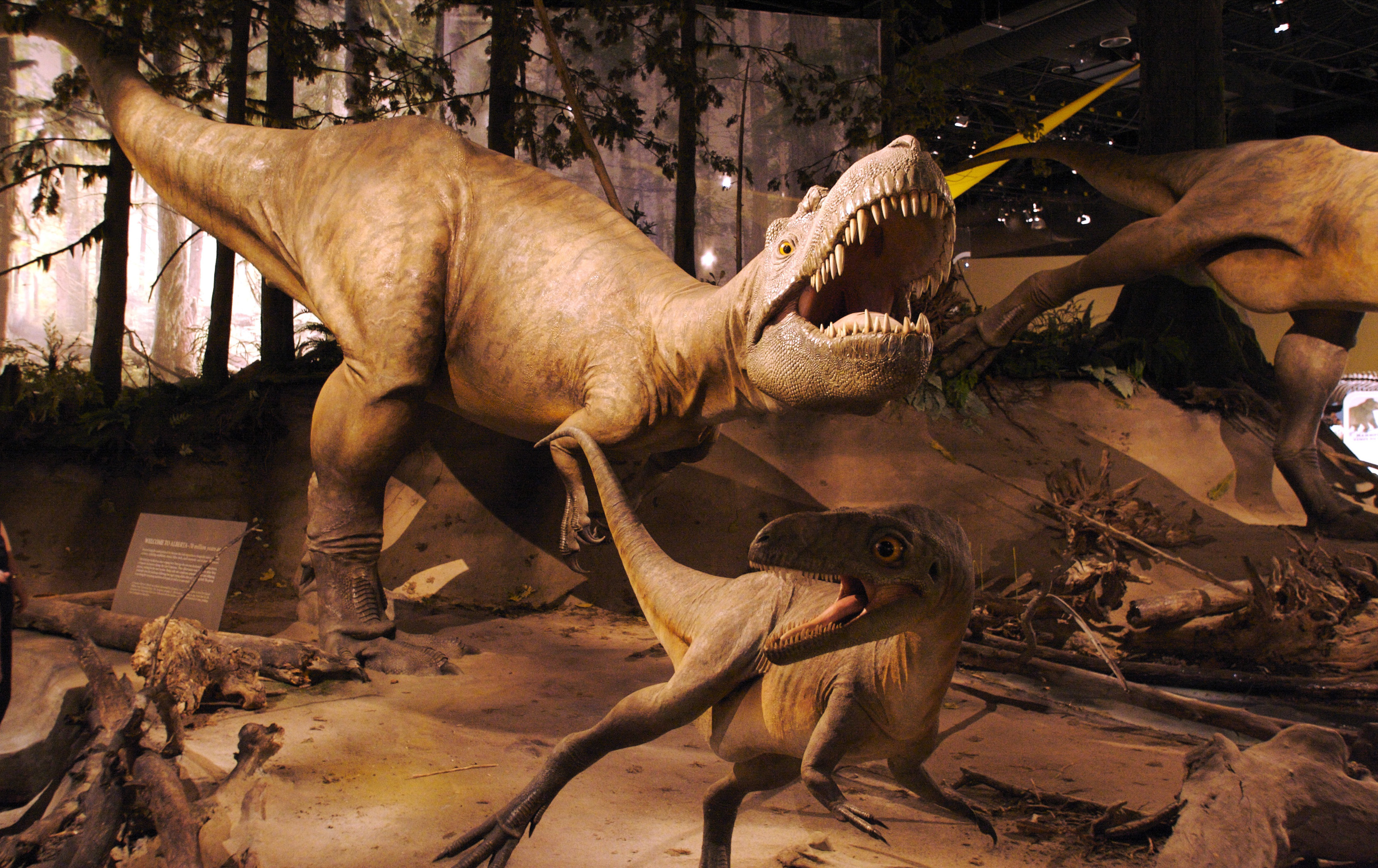
Albertosaurus-Modelle im Royal Tyrrell Museum

Das von Barnum Brown entdeckte Dry-Island-Bonebed beinhaltet die Überreste von 22 Albertosaurus – die größte Anzahl an Individuen an ein und denselben Ort, die von einem kreidezeitlichen Theropoden je entdeckt wurde, und die Zweitgrößte von jedem Großtheropoden überhaupt; nur das Allosaurus-Massengrab im Cleveland Lloyd Dinosaur Quarry in Utah ist noch größer. Die im Steinbruch gefundene Gruppe besteht aus einem sehr alten Individuum, acht adulten, 17- bis 23-jährigen Individuen, sieben fast adulten, 12- bis 16-jährigen Individuen in der Wachstumsperiode und sechs juvenilen, 2- bis 11-jährigen Individuen, die die Wachstumsphase noch nicht erreicht haben.
Philip Currie sieht diesen Fundort als Hinweis auf ein Rudelverhalten und hält die Möglichkeit, das Bonebed könnte durch eine Prädatorenfalle zustande gekommen sein, für unwahrscheinlich. Eine berühmte Prädatorenfalle sind beispielsweise die La-Brea-Teergruben in Kalifornien, bei der Tiere in einer Teergrube versunken sind und eine Vielzahl von Prädatoren anlockten, die ebenfalls verendeten. Currie argumentiert, dass im Albertosaurus-Massengrab anders als in La Brea nahezu keine Überreste von Herbivoren überliefert sind. Außerdem ist der Grad, inwieweit sich die Knochen aus den ursprünglichen anatomischen Verbund gelöst haben, bei allen Fossilien ähnlich, woraus er schließt, dass alle Tiere zur selben Zeit starben und dieselbe taphonomische Geschichte hatten. Andere Wissenschaftler sind skeptisch und merken an, dass die Tiere auch durch eine Dürre, eine Flut oder durch andere Gründe zusammengebracht worden sein könnten.
Zwar gibt es bei herbivoren Dinosauriern wie Ceratopsiern und Hadrosauriern reichlich Hinweise auf ein Herdenleben, Theropoden werden jedoch nur selten in großer Zahl in einer einzigen Fundstelle gefunden. Ansammlungen mehrerer Individuen sind von kleinen Theropoden wie Deinonychus, Coelophysis und Megapnosaurus (Syntarsus) rhodesiensis als auch von größeren Theropoden wie Allosaurus und Mapusaurus bekannt. Hinweise auf ein Leben in Gruppen gibt es auch bei anderen Tyrannosauroideen: so wurden fragmentarische Überreste kleinerer Individuen längsseits des Tyrannosaurus-Skeletts „Sue“ entdeckt und ein Bonebed in der Two-Medicine-Formation von Montana enthält die Überreste von mindestens drei Daspletosaurus-Individuen, die neben einigen Hadrosauriden erhalten geblieben sind. Einige Forscher vermuten jedoch, dass mindestens einige dieser Fundstellen durch aggressive Kämpfe zwischen einzelgängerischen Individuen zustande gekommen sind, bei denen einige Tiere getötet wurden – ähnlich wie bei den heutigen Komodowaranen.
Currie spekulierte auch über mögliche Jagdstrategien einer Albertosaurus-Gruppe. Bei juvenilen Exemplaren waren die Unterschenkel länger als die Oberschenkel – ein Merkmal, das schnelle Läufer wie etwa Ornithomimiden auszeichnet. Currie stellte die Hypothese auf, dass die schnellfüßigen juvenilen Gruppenmitglieder die Beute in Richtung der adulten Tiere getrieben haben könnten, die größer und kraftvoller, aber gleichzeitig langsamer waren. Jungtiere hatten vielleicht auch andere Lebensgewohnheiten als Erwachsene und füllten als mittelgroße Prädatoren möglicherweise Nischen auf, die zwischen den sehr großen adulten Tyrannosauriden und den zeitgenössischen kleinen Theropodenarten bestanden.

## Paläoökologie

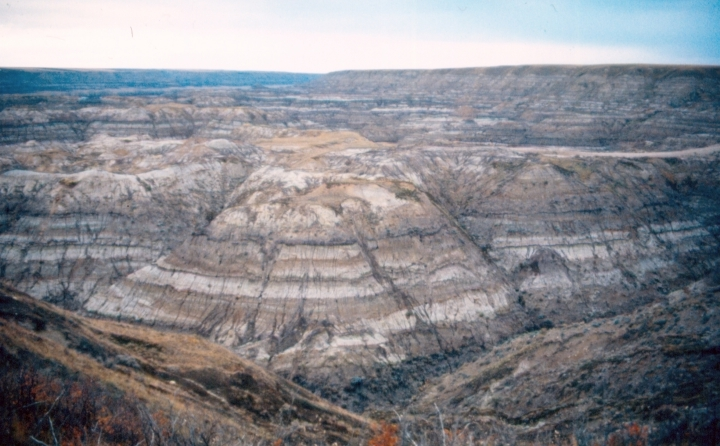
Die Horseshoe-Canyon-Formation ist an ihrer Typlokalität im Horseshoe Canyon, Alberta, aufgeschlossen

Alle identifizierbaren Fossilien von Albertosaurus sarcophagus stammen aus der Horseshoe-Canyon-Formation in Alberta. Diese geologische Formation datiert auf das späte Campanium sowie frühe Maastrichtium (Oberkreide) vor ca. 76 bis 69 Millionen Jahren. Direkt unterhalb dieser Formation liegen die marinen Ablagerungen der Bearpaw-Formation, die zeigen, dass dieses Gebiet einige Millionen Jahre zuvor von dem Western Interior Seaway bedeckt wurde; einem Meerarm, der Nordamerika während der späten Kreide in zwei Hälften teilte. Der Rückzug des Meeres war jedoch kein gradliniger Prozess, und Teile des Landes wurden während der Ablagerung der Horseshoe-Canyon-Formation immer wieder überflutet, bis das Meer schließlich endgültig verschwand. Diese wechselnden Meeresspiegel führten zu einer Vielzahl verschiedener Lebensräume innerhalb der Horseshoe-Canyon-Formation, inklusive marinen Habitaten in Küstennähe, Deltas, Lagunen, Ästuaren und Watten. Kohleschichten weisen auf torfhaltige Sümpfe hin.
Wie die meisten anderen Wirbeltier-Fossilien der Formation wurden die Albertosaurus-Überreste in Ablagerungen gefunden, die sich in Überschwemmungsebenen von großen Flüssen während der zweiten Hälfte des Ablagerungszeitraums der Formation bildeten.
Die Fauna der Horseshoe-Canyon-Formation ist gut bekannt und schließt eine Vielzahl von Wirbeltier-Fossilien mit ein. Fast die Hälfte der gefundenen Dinosaurier waren pflanzenfressende Hadrosauriden wie Edmontosaurus, Saurolophus und Hypacrosaurus; weitere häufige Dinosauriergruppen waren Ceratopsier und Ornithomimosauriden. Viel seltener werden Ankylosaurier und Pachycephalosaurier gefunden. Alle diese Herbivoren könnten die Beute verschiedener Theropoden gewesen sein, einschließlich Troodontiden, Dromaeosauriden und Caenagnathiden. Erwachsene Albertosaurus waren wahrscheinlich die Spitzenprädatoren dieser Fauna.